# عزلة بني عبد الله (العدين، إب)

تعديل مصدري - تعديل

عزلة بني عبد الله هي إحدى عزل مديرية العدين في محافظة إب اليمنية ويبلغ تعداد سكانها 5021 نسمة حسب التعداد السكاني في اليمن لعام 2004.